# (32945) Lecce
(32945) Lecce est un astéroïde de la ceinture principale.

## Description
(32945) Lecce est un astéroïde de la ceinture principale. Il fut découvert le 24 novembre 1995 à Colleverde par Vincenzo Silvano Casulli. Il présente une orbite caractérisée par un demi-grand axe de 3,09 UA, une excentricité de 0,08 et une inclinaison de 11,6° par rapport à l'écliptique.